# J.League
J.League (även J-league) (japanska: "Jリーグ", officiellt "日本プロサッカーリーグ") är Japans proffsliga i fotboll. J.League är uppdelat i tre divisioner, J1, J2 och J3 med sammanlagt 58 lag.

## Lag i bokstavsordning 2020
| - Cerezo Osaka - Consadole Sapporo - Gamba Osaka - Kashima Antlers - Kashiwa Reysol - Kawasaki Frontale - Nagoya Grampus - Oita Trinita - Sagan Tosu - Sanfrecce Hiroshima - Shimizu S-Pulse - Shonan Bellmare - FC Tokyo - Urawa Red Diamonds - Vegalta Sendai - Vissel Kobe - Yokohama FC - Yokohama F. Marinos | - Albirex Niigata - Avispa Fukuoka - Ehime FC - Fagiano Okayama - Giravanz Kitakyushu - JEF United Chiba - Júbilo Iwata - Kyoto Sanga FC - Machida Zelvia - Matusumoto Yamaga - Mito HollyHock - Montedio Yamagata - Omiya Ardija - Renofa Yamaguchi - FC Ryūkyū - Thespakusatsu Gunma - Tochigi SC - Tokushima Vortis - Tokyo Verdy - Ventforet Kofu - V-Varen Nagasaki - Zweigen Kanazawa | ● ;">● ● Röda prickar är lag i J1, blå prickar är lag i J2 (säsongen 2020) |

## Lag per region
| Region   | Antal lag | Lag |
| -------- | --------- | --- |
| Kanto    | 14        | FC Tokyo, JEF United Chiba, Kashima Antlers, Mito Hollyhock, Kashiwa Reysol, Kawasaki Frontale, Shonan Bellmare, Thespa Kusatsu, Tochigi SC, Omiya Ardija, Urawa Red Diamonds, Tokyo Verdy, Yokohama F. Marinos och Yokohama FC |
| Chubu    | 7         | Albirex Niigata, Júbilo Iwata, FC Gifu, Kataller Toyama, Nagoya Grampus, Shimizu S-Pulse och Ventforet Kofu |
| Kansai   | 4         | Cerezo Osaka, Gamba Osaka, Kyoto Sanga och Vissel Kobe |
| Kyushu   | 4         | Avispa Fukuoka, Sagan Tosu, Oita Trinita och Roasso Kumamoto |
| Chugoku  | 2         | Fagiano Okayama och Sanfrecce Hiroshima |
| Shikoku  | 2         | Ehime FC och Tokushima Vortis |
| Tohoku   | 2         | Montedio Yamagata och Vegalta Sendai |
| Hokkaido | 7         | Consadole Sapporo |

## Vinnare av J.League
- 1993 - Verdy Kawasaki
- 1994 - Verdy Kawasaki
- 1995 - Yokohama Marinos
- 1996 - Kashima Antlers
- 1997 - Júbilo Iwata
- 1998 - Kashima Antlers
- 1999 - Júbilo Iwata
- 2000 - Kashima Antlers
- 2001 - Kashima Antlers
- 2002 - Júbilo Iwata
- 2003 - Yokohama F. Marinos
- 2004 - Yokohama F. Marinos
- 2005 - Gamba Osaka
- 2006 - Urawa Red Diamonds
- 2007 - Kashima Antlers
- 2008 - Kashima Antlers
- 2009 - Kashima Antlers
- 2010 - Nagoya Grampus
- 2011 - Kashiwa Reysol
- 2012 - Sanfrecce Hiroshima
- 2013 - Sanfrecce Hiroshima
- 2014 - Gamba Osaka
- 2015 - Sanfrecce Hiroshima
- 2016 - Kashima Antlers
- 2017 - Kawasaki Frontale
- 2018 - Kawasaki Frontale
- 2019 - Yokohama F. Marinos
- 2020 - Kawasaki Frontale
- 2021 - Kawasaki Frontale
- 2022 - Yokohama F. Marinos

Klicka på årtalen för att se hur det gick respektive säsong.

### Vinnarligan

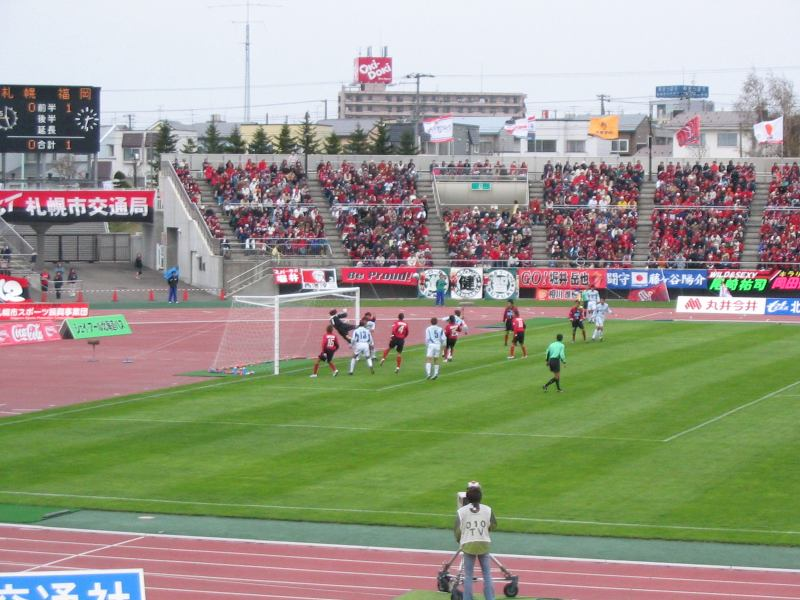
Match mellan Consadole Sapporo och Avispa Fukuoka (2004)

| Nr | Klubb                | Vinnare | 2:a plats |
| -- | -------------------- | ------- | --------- |
| 1  | Kashima Antlers      | 8       | 3         |
| 2  | Yokohama F. Marinos  | 4       | 3         |
| 3  | Júbilo Iwata         | 3       | 3         |
| 4  | Sanfrecce Hiroshima  | 3       | 2         |
| 5  | Kawasaki Frontale    | 2       | 3         |
| 6  | Gamba Osaka          | 2       | 2         |
| 7  | Tokyo Verdy          | 2       | 1         |
| 8  | Urawa Red Diamonds   | 1       | 5         |
| 9  | Nagoya Grampus Eight | 1       | 2         |
| 10 | Kashiwa Reysol       | 1       | 0         |
| 11 | Shimizu S-Pulse      | 0       | 1         |
| 12 | Vegalta Sendai       | 0       | 1         |
| 13 | FC Tokyo             | 0       | 1         |

## Rekord

### Flest Mål
Aktuell 4 november 2016
| Nr | Namn               | Klubb               | Mål | Aktiva år                         |
| -- | ------------------ | ------------------- | --- | --------------------------------- |
| 1  | Yoshito Ōkubo      | Kawasaki Frontale   | 171 | 2001, 2003-2004, 2006-            |
| 2  | Hisato Sato        | Sanfrecce Hiroshima | 161 | 2000-2001, 2003, 2005-2007, 2009- |
| 3  | Masashi Nakayama   | Júbilo Iwata        | 157 | 1994-2009, 2012                   |
| 4  | Ryōichi Maeda      | FC Tokyo            | 152 | 2000-2013, 2015-                  |
| 4  | Marquinhos         | Vissel Kobe         | 152 | 2001-2015                         |
| 6  | Kazuyoshi Miura    | Yokohama FC         | 139 | 1993-                             |
| 7  | Ueslei             | Oita Trinita        | 124 | 2000-2005, 2007-2009              |
| 8  | Juninho            | Kashima Antlers     | 116 | 2003-2013                         |
| 9  | Edmilson           | Cerezo Osaka        | 111 | 2004-2012                         |
| 10 | Atsushi Yanagisawa | Vegalta Sendai      | 108 | 1996-2003, 2006-2014              |

- Listan är bara från J1, mål gjorda i J2 räknas inte med. Spelare vars namn står med fet stil är fortfarande aktiva spelare. Klubblaget är det nuvarande, eller det sista de var med i.

### Flest Matcher
Aktuell 4 november 2016
| Nr | Namn              | Klubb               | Matcher | Aktiva år        |
| -- | ----------------- | ------------------- | ------- | ---------------- |
| 1  | Seigo Narazaki    | Nagoya Grampus      | 631     | 1995-            |
| 2  | Yuji Nakazawa     | Yokohama F. Marinos | 537     | 1999-            |
| 3  | Yasuhito Endō     | Gamba Osaka         | 537     | 1998-2012, 2014- |
| 4  | Teruyoshi Ito     | Ventforet Kofu      | 517     | 1994-2013        |
| 5  | Yuki Abe          | Urawa Red Diamonds  | 503     | 1998-2010, 2012- |
| 6  | Nobuhisa Yamada   | Urawa Red Diamonds  | 501     | 1994-2013        |
| 7  | Hitoshi Sogahata  | Kashima Antlers     | 498     | 1998-            |
| 8  | Tomokazu Myojin   | Nagoya Grampus      | 497     | 1996-2016        |
| 9  | Mitsuo Ogasawara  | Kashima Antlers     | 494     | 1998-            |
| 10 | Satoshi Yamaguchi | Kyoto Sanga         | 448     | 1996-2011        |

- Listan är bara från J1, matcher spelade i J2 räknas inte med. Spelare vars namn står med fet stil är fortfarande aktiva spelare. Klubblaget är det nuvarande, eller det sista de var med i.